# Víctor Merari Sánchez Roca
Víctor Merari Sánchez Roca (Mérida, Yucatán, 21 de mayo de 1985) es un político yucateco, militante del Partido Acción Nacional. Fue Regidor del H. Ayuntamiento de Mérida en el periodo de 2015 a 2018. Actualmente es diputado local por el segundo distrito de Yucatán y Presidente del Comité Directivo Municipal del PAN en Mérida.

## Datos biográficos
Víctor Merari es licenciado licenciatura en Ciencias Políticas y Relaciones Internacionales por la Universidad Mesoamericana de San Agustín. Es padre dos hijos.

## Trayectoria política
Inició su carrera en 2007, como secretario técnico del GPPAN en el Congreso del Estado de Yucatán.
En 2015 fue regidor del Ayuntamiento de Mérida y en 2018 pidió licencia a su cargo para contender en las elecciones de 2018 como candidato a diputado por el II distrito local.
El 1 de julio de 2018, Víctor Merari ganó las elecciones y se convirtió en diputado local de la LXII Legislatura.
Fue secretario del CDM del PAN en Mérida luego de haber sido electa su compañera de fórmula la Diputada Federal Cecilia Patrón Laviada como presidenta, quien dejó dicho cargo para convertirse en Secretaría General del Comité Ejecutivo Nacional del PAN Nacional., por lo que es el actual Presidente del Comité Directivo Municipal del PAN en Mérida.

## Diputado local del H. Congreso del Estado de Yucatán
Como diputado local, pertenece a la bancada del PAN y forma parte de 2 comisiones, de las cuales es:
- Presidente de la Comisión Permanente de Presupuesto, Patrimonio Estatal y Municipal.[4]
- Vicepresidente de la Comisión Permanente de Desarrollo Económico y Fomento al Empleo.